# الحمادشة (الغيات)
الحمادشة هي إحدى مشيخات المملكة المغربية، تتبع جغرافيا لإقليم آسفي وإداريًا لالغيات. يقدر عدد سكانها بـ 3790 نسمة حسب الإحصاء الرسمي للسكان والسكنى لسنة 2004.